# Etaoin Shrdlu

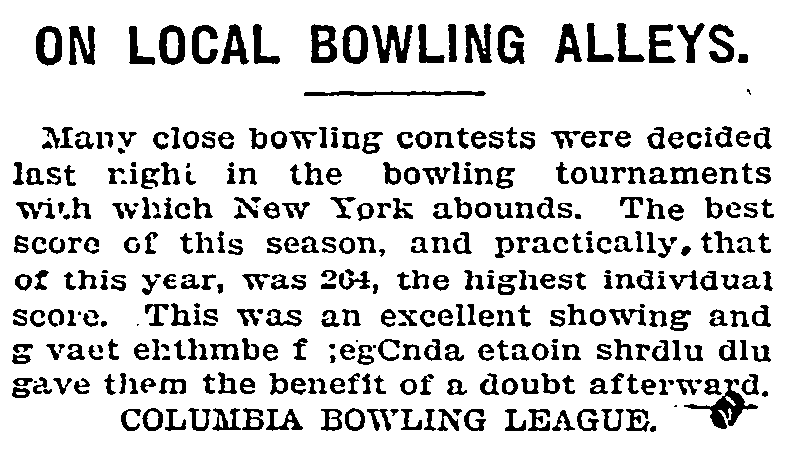
Een geval van etaoin shrdlu in de New York Times van 30 oktober 1903

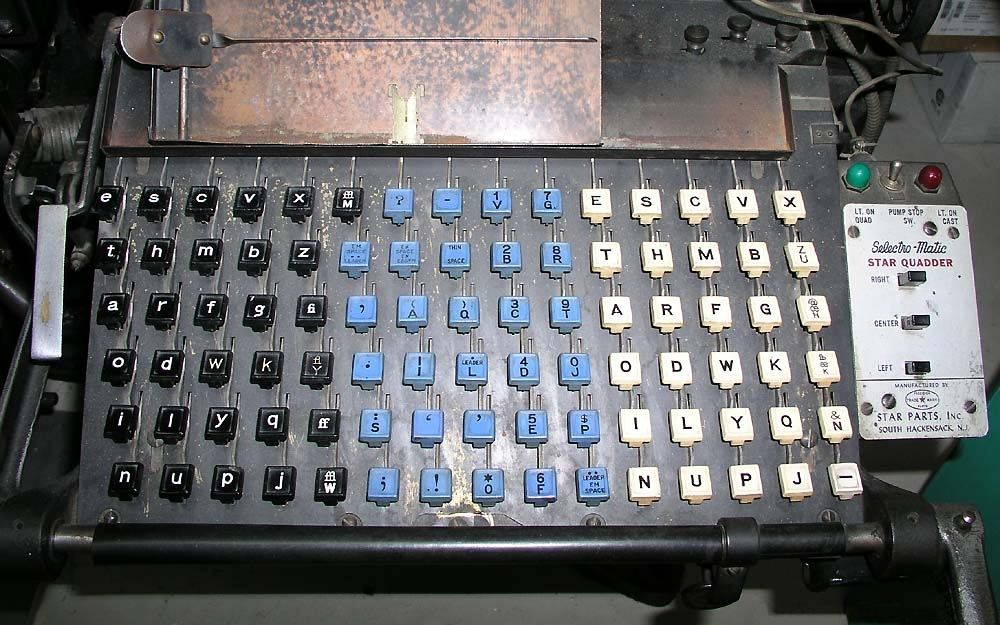
Een linotype-toetsenbord

Etaoin shrdlu  zijn de eerste twaalf letters op het toetsenbord van een Linotype-machine, die in de 20e eeuw veel gebruikt werd voor het zetten van teksten.

De letters op Linotype-machines waren geordend naar aflopende frequentie van voorkomen. Bij Engelse Linotype-toetsenborden vormden etaoin shrdlu de eerste twee verticale kolommen op de linkerkant van het toetsenbord. De complete volgorde van het toetsenbord is etaoin / shrdlu / cmfwyp / vbgkqj / xz, dan cijfers en speciale tekens, gevolgd door ETAOIN / SHRDLU / CMFWYP / VBGKQJ / XZ in kapitalen.

## Typefout
Linotypisten die een fout hadden gemaakt konden die niet simpelweg met de hand verbeteren, maar moesten de regel afmaken voordat de slug ('slak', het gebruikswoord voor 'zetregel') uitgeworpen werd en een nieuwe opgesteld kon worden. Een regel met een fout werd direct omgesmolten en de inhoud was dus niet van belang, maar hij moest toch volledig gevuld worden om in lood gegoten te worden. De snelste manier om genoeg letters in te voeren om een regel af te maken was door met de vingers van boven naar beneden over de toetsen te gaan, waardoor deze onzin-frase ingevoerd werd.
Als de 'slug' per ongeluk niet verwijderd werd en bij de zetters aankwam, viel de ongewone combinatie op, waardoor ze makkelijk weg te halen was. Af en toe gebeurde het dat de regel bleef staan en toch in de gedrukte media terechtkwam. Meestal betrof het dan een krant. Dat gebeurde zo vaak dat ETAOIN SHRDLU opgenomen is in de Oxford English Dictionary en in de Random House Webster's Unabridged Dictionary.
Ook in Nederlandstalige kranten komt het verschijnsel voor; zowel 'etaoin' als 'shrdlu' kunnen in diverse Nederlandse bladen gevonden worden vanaf 1905, evenals overigens iets minder vaak de combinaties 'cmfwyp' en 'vbgkqj'.

## Gebruik
Tevens vond de lettercombinatie ingang in het populaire taalgebruik. 
- Elmer Rice gaf een van de personages in zijn toneelstuk The Adding Machine (1923) de naam Etaoin Shrdlu.
- James Thurber noemde incompetente linotypisten 'Etaoins' in zijn verzamelbundel van The New Yorker-columns The Owl in the Attic (1931).
- 'Etaoin and Shrdlu' is de titel van een humoristisch verhaal van Anthony Armstrong (1945), dat als volgt eindigt: And Sir Etaoin and Shrdlu married and lived so happily ever after that whenever you come across Etaoin's name even today it's generally followed by Shrdlu's.
- Bored of the Rings, de parodie van The Harvard Lampoon op The Lord of the Rings (1969) bevat een voorbeeld van elfentaal: O Nasa O Ucla! O Etaoin Shrdlu! O Escrow Beryllium! Pandit J. Nehru!.
- 'SHRDLU' is de naam van een van de vroege computerprogramma's in Lisp, ontworpen door Terry Winograd in 1972.
- In Gödel, Escher, Bach (1979), de bestseller van Douglas Hofstadter, komt een dialoog voor tussen de computerprogrammeur 'Eta Oin' en het programma SHRDLU van Winograd.
- Verschillende striptekenaars en cartoonisten gebruikten Etaoin Shrdlu als karakter, zoals Crockett Johnson in Barnaby (als leerling-drukker), Walt Kelly in Pogo (als boekenwurm) en Robert Crumb (in het tijdschrift Weirdo).
- De Belgische striptekenaar André Franquin gaf een robot in de stripboekenserie Noël (in het Nederlands bekend als Roeltje) de naam 'Elaoin sdrétu'. Op het Franse linotype-toetsenbord is de volgorde van de letters anders, omdat zij immers gebaseerd is op de mate van voorkomen in de taal.
- Ook in het videospel The Castle of Dr. Brain (1991) komt de lettercombinatie voor.